# کنگره آنگوستورا

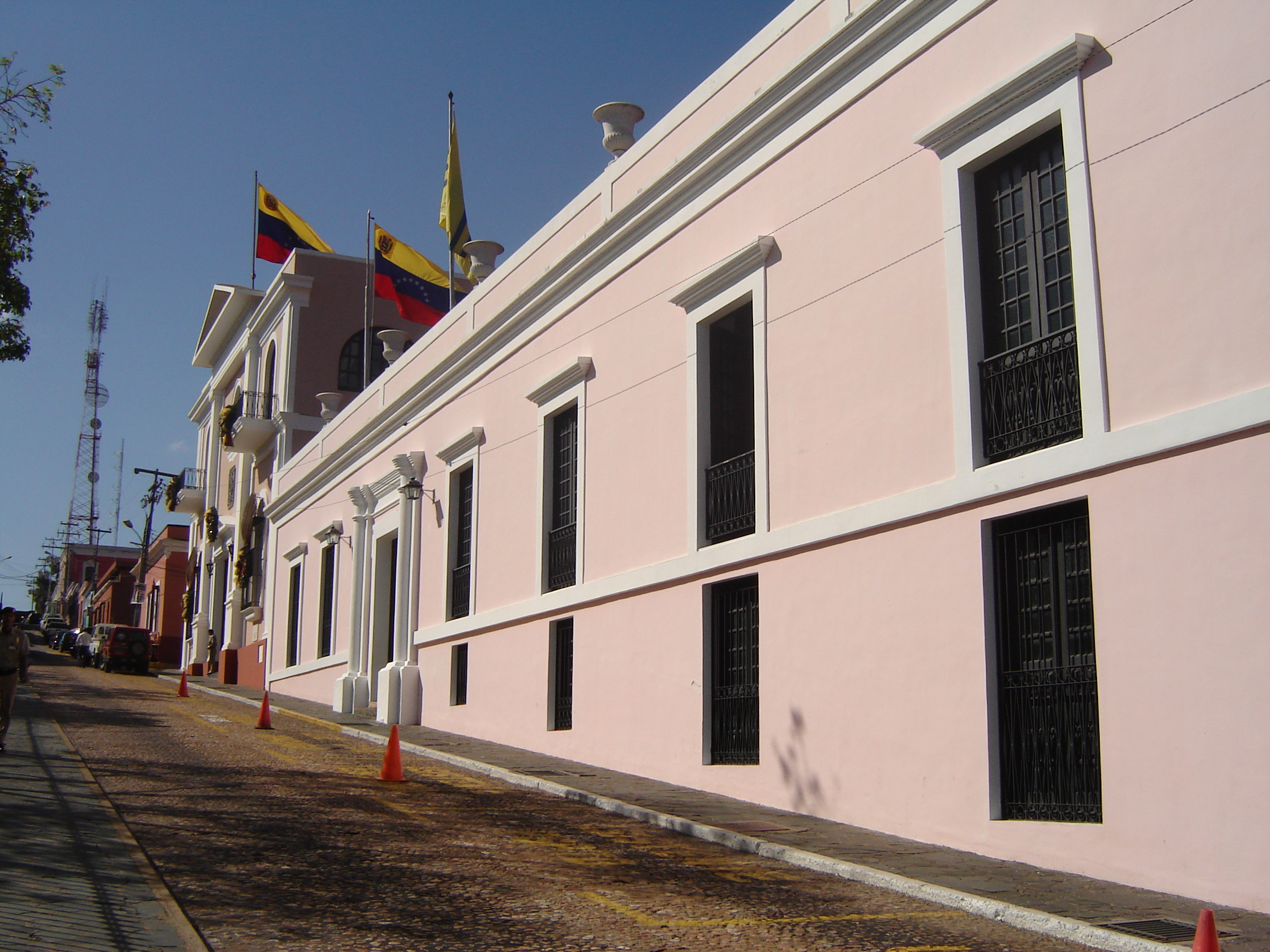
کنگره آنگوستورا

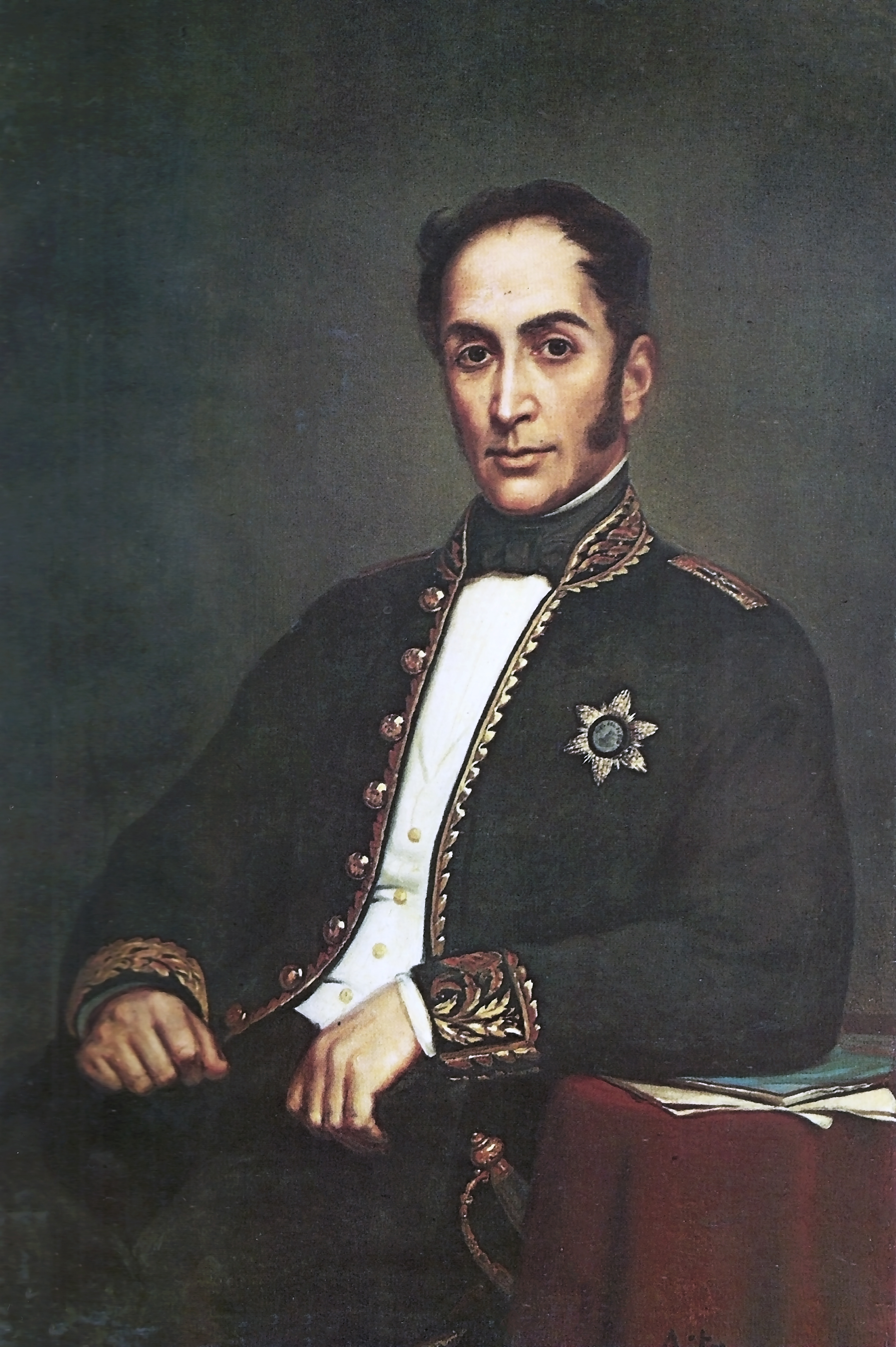
سیمون بولیوار

کنگره آنگوستورا در آنگوستورا (سیوداد بولیوار کنونی) توسط سیمون بولیوار تشکیل شد و در خلال جنگ‌های استقلال کلمبیا و ونزوئلا، این کنگره با اعلام جمهوری کلمبیا (که از لحاظ تاریخی گران کلمبیا نامیده می‌شود) به اوج کار خود رسید. کنگره در ۱۵ فوریه سال ۱۸۱۹ تشکیل شد و کشور جدید و مستقل از اسپانیا را در ۱۷ دسامبر تأسیس کرد، اما به خاطر دیگر فعالیت‌های استقلال طلبانه کار این کنگره به تعویق افتاد، اما در ۳۱ ژوئیه ۱۸۲۱ زمانی که کنگره کوکوتا جلسه خود را شروع کرد، کنگره آنگوستورا نیز دوباره تشکیل جلسه داد و آغاز به کار کرد. مجمع آنگوستورا متشکل از بیست و شش نماینده به نمایندگی از ونزوئلا و گرانادای جدید (کلمبیای امروزی) بود.

## پیشینه تاریخی

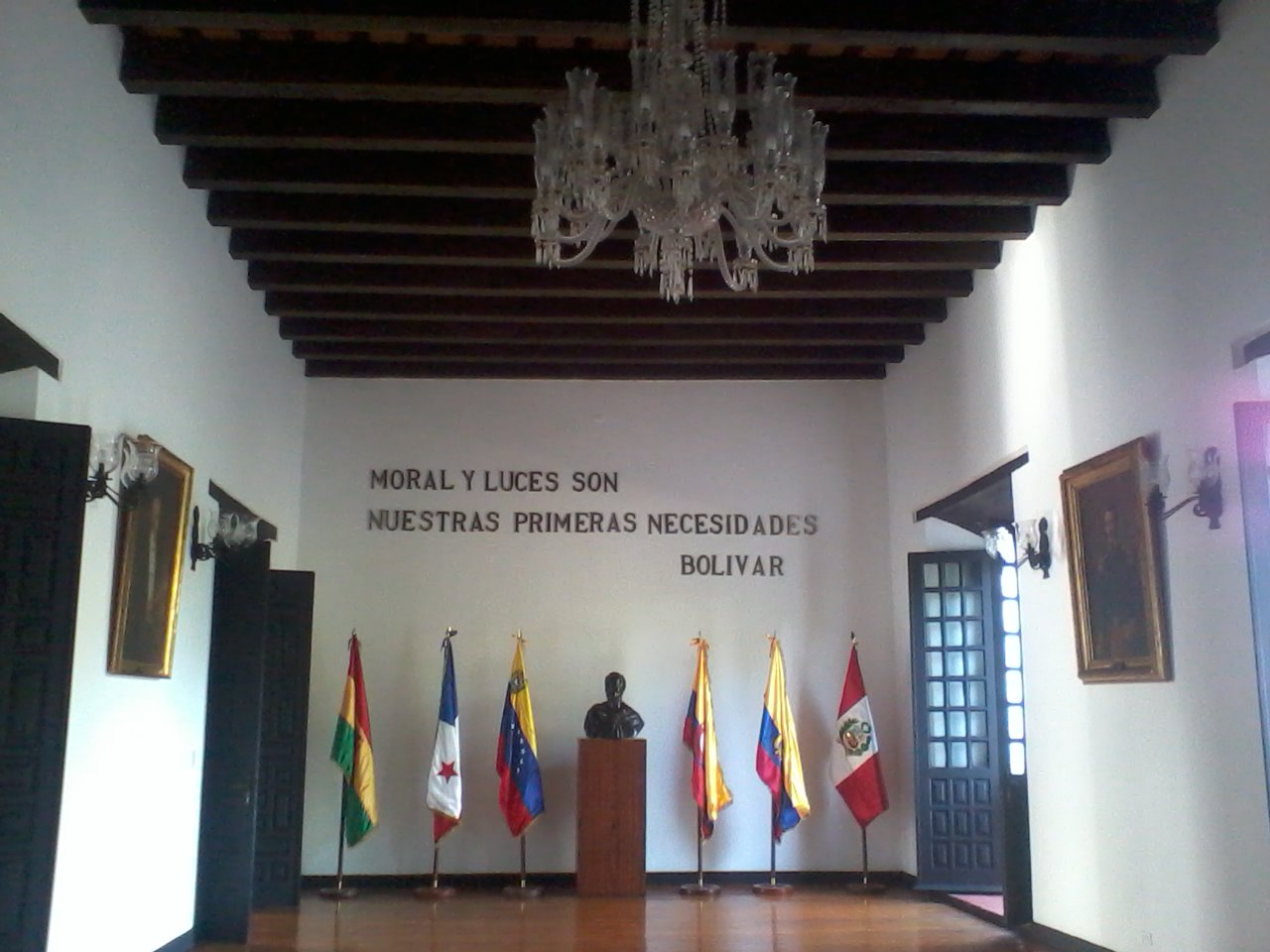
کنگره آنگوستورا

بخشهای مهمی از کشورها هنوز تحت سلطه اسپانیا بودند، بنابراین انتخابات فقط در مناطقی در جنوب ونزوئلا و جزیره مارگاریتا که تحت کنترل نیروهای میهن‌پرست بود برگزار شد. نمایندگان گرانادای جدید از بین تبعیدیانی که در کنار وطن پرستان ونزوئلایی می‌جنگیدند انتخاب شدند. در اولین جلسه کنگره در ۱۹ فوریه ۱۸۱۹، بولیوار سخنرانی معروف خود را در آنگوستورا ایراد کرد، اما همه پیشنهادهای موجود در آن پذیرفته نشد (از مهمترین پیشنهادهایی که پذیرفته نشد، یک رئیس‌جمهور مادام العمر تشریفاتی بسیار عالی است که از طریق وزیران قدرتمند حکومت می‌کند و به پارلمان و سنای موروثی پاسخگو است، هر دوی این پیشنهادها از نظام انگلیس الگو برداری می‌کنند، و شاخه «چهارم» دولت، یعنی «اخلاق»، که از روی نظام آرئوپاژ در یونان کلاسیک الگوبرداری شده‌است).
کنگره آنگوستورا دومین کنگره قانونگذاری ونزوئلا محسوب می‌شود، اولین کنگره ای است که در سال ۱۸۱۱ تشکیل شد. آخرین قانون اساسی تصویب شده در ونزوئلا، قانون اساسی ۱۸۱۹ بود، که در ۱۵ اوت به‌طور رسمی پذیرفته شد، اما با به وجود آمدن جمهوری کلمبیا (گرن کلمبیا) در ۱۷ دسامبر ۱۸۱۹، این قانون نیز منسوخ شد. این کشور جدید شامل کشورهای ونزوئلا، گرانادای جدید (کلمبیا و پانامای امروزی)، و کیتو (اکوادور امروزی) بود. مورخان به منظور تمایز آن با جمهوری کلمبیای امروزی، به‌طور سنتی این کشور را گرن کلمبیا نامیده‌اند. قانون اساسی کشور جدید در اوت ۱۸۲۱ در کنگره کوکوتا به وجود آمد.
کنگره سه حوزه بزرگ برای کشور جدید تأسیس کرد: ونزوئلا (مسئول موارد مربوط به کشور ونزوئلای کنونی)، حوزه کوندینامارکا (جایی که امروزه کلمبیا، پاناما و بخش‌هایی از آمریکای مرکزی واقع شده‌است)، و کیتو (اکوادور امروزی). سیمون بولیوار به عنوان رئیس‌جمهور رسید، فرانسیسکو آنتونیو زی به عنوان معاون رئیس‌جمهور انتخاب شد، خوان خرمن روستیو به مقام معاون رئیس‌جمهور در حوزه ونزوئلا رسید و فرانسیسکو د پاولا سانتآندر نیز به عنوان معاون رئیس‌جمهور کوندینامارکا انتخاب شد.

## قانون اساسی جمهوری کلمبیا (۱۸۱۹)

### مفاد قانون اساسی
در ۱۷ دسامبر ۱۸۱۹، قانون اساسی جمهوری کلمبیا (به اسپانیایی: Ley Fundamental de Colombia) توسط اعضای کنگره در شهر آنگوستورا به تصویب رسید. این قانون شامل ۱۴ ماده بود که در آن جمهوری گرن کلمبیا ساختار سیاسی خود را معین می‌کرد، با توجه به این واقعیت که "استانهای ونزوئلا و گرانادای جدید" "تحت سلطه جمهوری واحد متحد شده‌اند" که اگر به دو کشور متفاوت تقسیم شوند، نمی‌توانند ایستادگی کنند؛ بنابراین، گران کلمبیا "با ضرورت و علاقه متقابل" ایجاد می‌شود.
اساساً، سند توضیح داد که کلمبیا به عنوان یک کشور مستقل چگونه خواهد بود، و در رابطه با دلایلی که باعث ایجاد اتحاد سیاسی ونزوئلا و گرانادای جدید شد توضیحاتی ارائه کرد. قانون اساسی جمهوری کلمبیا به شرح ذیل است:
1. از سال ۱۸۱۹، جمهوری کلمبیا از ادغام ونزوئلا و گرانادای جدید ایجاد شد، هر دو کشور دارای نظام جمهوری هستند.
2. فرماندهی ونزوئلا و تحت‌الحمایگی گرانادا، سرزمینهای خود را که شامل «حدود صد و پانزده هزار لیگ مربعی» است، به هم می‌پیوندند.
3. بدهی‌های ونزوئلا و گرانادای جدید ادغام شده و به بدهی ملی کلمبیا تبدیل خواهد شد.
4. قدرت اجرایی در دست رئیس‌جمهور و معاون رئیس‌جمهور است، «هر دو به‌طور موقت توسط کنگره کنونی تعیین می‌شوند».
5. ونزوئلا، کیتو و کوندینامارکا سه بخش بزرگ منطقه گران کلمبیا هستند. نام کوندینامارکا با گرانادای جدید جایگزین می‌شود. پایتخت مربوطه آنها به ترتیب کاراکاس، کیتو، و بوگوتا است.
6. هر بخش دارای یک رئیس می‌باشد، که فعلاً توسط کنگره تایین می‌شود، و نام آن را معاون رئیس‌جمهور می‌گذاریم.
7. پایتخت کلمبیا به نام بولیوار نامگذاری شده‌است. «مکان و وضعیت» آن توسط کنگره تعیین می‌شود.
8. روساریو د کوکوتا (به اسپانیایی: Rosario de Cúcuta) روستایی است که کنگره کلمبیا در آن در ژانویه ۱۸۲۱ تشکیل می‌شود.
9. این کنگره قانون اساسی جمهوری کلمبیا را به وجود می‌آورد.
10. به همین ترتیب، کنگره «اسلحه و پرچم کلمبیا» را تعیین می‌کند. رنگ‌ها همان رنگ‌های پرچم کلمبیا خواهد بود از آنجایی که آنها «شناخته شده» هستند.
11. در ۱۵ ژانویه ۱۸۲۰، کنگره به‌طور موقت «تعطیل می‌شود». سپس می‌توان انتخابات جدید کنگره را برگزار کرد.
12. کنگره با یک کمیته شش نفره و یک رئیس جایگزین می‌شود.
13. در ۲۵ دسامبر ۱۸۱۹، «به مناسبت تولد منجی جهان»، موجودیت جمهوری کلمبیا از طریق این جشن عمومی اعلام می‌شود.
14. تاریخ یادشده، یعنی ۲۵ دسامبر، به دلیل «احیای سیاسی» نظام جمهوری، سالروز جمهوری خواهد بود.

### نمایندگانی که قانون اساسی را امضا کردند
در آخر قانون اساسی می‌توان امضای فرانسیسکو آنتونیو زی، که در آن زمان رئیس کنگره بود را مشاهده کرد، دیگو د والنیلا، معاون و منشی او نیز زیر قانون اساسی را امضا کرده‌است. از دیگر سیاستمدارانی که این سند را امضا کرده بودند، عبارتند از: خوان خرمن روستیو، مانوئل کودنو، خوزه اسپانا، لوییس توماس پرازا، آنتونیو ام. بریچنو، یوسبیو آفانادور، فرانسیسکو کنده، دیگو باتیستا اوربانجا، خوان ویکونته کاردوزو، ایگناسیو مانوئز، اونوفره باسالو، دومینگو آلزورو، خوزه توماس ماچادو، و رامون گارسیا کادیز.
در نهایت، سیمون بولیوار چاپ ، انتشار و اجرای قانون اساسی با مهر دولت را تأیید کرد.